# Sterfteoverschot
Een sterfteoverschot houdt in dat er in een bepaalde periode in een bepaald gebied meer mensen overlijden dan dat er worden geboren. Bij een sterfteoverschot is met andere woorden de natuurlijke bevolkingsgroei negatief. Dit is het tegenovergestelde van geboorteoverschot.